# Державний класифікатор продукції та послуг
Державний класифікатор продукції та послуг (ДКПП, також ДК 016:2010) - систематизоване зведення назв угруповань продукції та послуг. 
Затверджений наказом Державного комітету України з питань технічного регулювання та споживчої політики  від 11.10.2010 N 457 «Про затвердження та скасування національних класифікаторів» відповідно до Закону України "Про стандартизацію" та на виконання Плану національної стандартизації.
ДК 016:2010 - Державний класифікатор продукції та послуг  затверджений на заміну ДК 016-97. Набув чинності з 1 січня 2012.
Веде ДКПП Державне підприємство "Науково-дослідний інститут метрології вимірювальних і управляючих систем" Держспоживстандарту України.

## Особливості
Класифікатор
- побудований на ієрархічній системі класифікації.
- згармонізований із
  - Статистичною класифікацією продукції та послуг за видами діяльності англ. Statistical classification of Products by Activity (CPA) редакції 2008 року до рівня підкатегорій,
  - Переліком промислової продукції Європейського Союзу англ. PRODucts of the European COMmunity (PRODCOM) редакції 2008 року на рівні позицій;
- узгоджений з ДК 009:2010 "Класифікація видів економічної діяльності" (далі - КВЕД). У ДКПП продукція/послуга - це результат окремого виду економічної діяльності відповідно до КВЕД, тобто кожному угрупованню видів економічної діяльності за КВЕД на ієрархічних рівнях "секція - клас" відповідає угруповання (одне чи кілька) продукції, яка є результатом його виконання;
- пов'язаний із Українською класифікацією товарів зовнішньоекономічної діяльності (УКТЗЕД), що відображено через посилання на відповідні коди УКТЗЕД.

## Ціль
ДКПП призначений вирішувати такі завдання:
- виконувати комплекс облікових функцій щодо продукції та послуг у межах робіт стосовно державної статистики;
- складати міжгалузевий баланс виробництва й розподілу продукції та послуг відповідно до системи національних рахунків;
- забезпечувати функціювання системи оподаткування суб'єктів господарювання;
- провадити зіставлення національних статистичних даних з даними країн Європейського Союзу;
- використовувати коди продукції та послуг в нормативних документах і сертифікатах відповідності.

Крім цього, ДКПП може бути основою для галузевих класифікацій (класифікаторів) продукції/послуг.

## Об'єкт класифікації
Об'єкт класифікації в ДКПП - продукція та послуги, які є результатом економічної діяльності.
Усю продукцію та всі послуги галузей економіки - сільського господарства, рибного господарства, добувної
промисловості, переробної промисловості, будівництва, страхування, торгівлі тощо - згруповано в 21 секцію.